# La mafia non è più quella di una volta
Pour plus de détails, voir Fiche technique et Distribution.
La mafia non è più quella di una volta (traduction littéraire en français : « La mafia n'est plus ce qu'elle était ») est un film documentaire italien réalisé par Franco Maresco, sorti en 2019.
Il fait suite au documentaire Belluscone - Una storia siciliana du même réalisateur.

## Synopsis
En 2017, à l'occasion du vingt-cinquième anniversaire des attentats de Capaci et de via D'Amelio, où la mafia sicilienne a assassiné les juges antimafia Giovanni Falcone et Paolo Borsellino, le réalisateur Franco Maresco se demande ce qui reste en Italie et plus particulièrement en Sicile de leurs idéaux et luttes, en se penchant sur les relations de la population avec la Mafia au travers d'un documentaire « anthropologique  »  à la fois comique et sombre, sa marque de fabrique.
A Palerme, Maresco discute avec la photographe Letizia Battaglia, aigrie par les manipulations des commémorations de Falcone et Borsellino par la classe politique italienne. Il retrouve également Ciccio Mira, l'immuable organisateur de concerts néomélodiques qui fut en 2013 le protagoniste de Belluscone - Une histoire sicilienne. Ciccio Mira semble avoir beaucoup changé par rapport au fervent défenseur de la mafia qu'il était, consacrant ses finances à l'organisation  d'un improbable concert néomélodique en hommage à Falcone et Borsellino dans le quartier ZEN de Palerme, dont Maresco filme les préparatifs et la réalisation aussi bien en coulisses qu'en scène, traquant les silences de celui qui semble avoir une certaine nostalgie  de la « mafia du passé » . 

## Fiche technique
- Titre français : La mafia non è più quella di una volta
- Réalisation : Franco Maresco
- Scénario : Uliano Greca, Francesco Guttuso, Giuliano La Franca, Franco Maresco et Claudia Uzzo
- Costumes : Nicola Sferruzza
- Photographie : Tommaso Lusena
- Montage : Francesco Guttuso, Franco Maresco et Edoardo Morabito
- Musique : Salvatore Bonafede
- Pays de production : Italie
- Format : Couleurs - 35 mm
- Genre : documentaire
- Durée : 105 minutes
- Dates de sortie :
  - Italie : 6 septembre 2019 (Mostra de Venise 2019), 12 septembre 2019 (sortie nationale)

## Distribution
- Letizia Battaglia
- Ciccio Mira
- Margherita Mannino
- Christian Miscel
- Franco Zecchin
- Federica Scibilia

## Distinction

### Récompense
- Mostra de Venise 2019 : Prix spécial du jury[2]